# La España Regional
La España Regional fue una revista publicada en Barcelona entre 1886 y 1893.

## Descripción
La revista, editada en Barcelona y cuyo primer número apareció en 1886, dio cabida en sus páginas a autores de ideología regionalista, opuestos a un planteamiento centralista en la organización territorial de España. En este contexto se publicaron artículos y textos sobre Cataluña, Galicia, Asturias, País Vasco y Aragón. Fue fundada por Francisco Romaní y Puigdengolas y cesó en 1893. Ha sido descrita como «un ejemplo de la historiografía romántica».